# Гессенская война
Гессенская война (нем. Hessenkrieg), иногда также известная как Гессенские войны (нем. Hessenkriege) — имевший место между 1567 и 1648 гг. прерывавшийся вооружённый конфликт из-за наследуемых земель между ветвями Гессенского дома, особенно между ландграфствами Гессен-Кассель и Гессен-Дармштадт. Это было вызвано разделом наследства после смерти последнего ландграфа всего Гессена Филиппа I в 1567 году.
Длившийся почти 80 лет и охвативший три поколения конфликт, обострился в 1620-х гг., когда угасла линия Гессен-Марбург, и достигла пика после 1645 г. Закончилась победой Гессен-Касселя, получившего часть Верхнего Гессена.
На европейском уровне Гессенскую войну следует рассматривать в более широком контексте Тридцатилетней войны, в которой реформаторский Гессен-Кассель встал на сторону протестантов, а Гессен-Дармштадт, несмотря на лютеранство — католиков. В ходе войны гессенские солдаты и нёмники сражались в Гессене, Вестфалии, Верхнем Гельдерсе, на Нижнем Рейне, в герцогстве Брауншвейг и других местах.
Этот вооружённый конфликт не следует путать с кампанией ландграфа Филиппа I Гессенского при поддержке курфюрста Иоанна Саксонского против двух франконских князей-епископств Вюрцбурга и Бамберга в 1528 г., которую также называют «Гессенской войной».

## Предыстория

### Причина
Причиной конфликта были споры о разделе наследства после смерти ландграфа Гессена Филиппа Великодушного в 1567 г., в своем завещании предписавшего разделить ландграфство между четырьмя сыновьями следующим образом:
1. Старший сын Вильгельм получал Нижний Гессен на севере ландграфства (впоследствии именуемое Гессен-Кассель) с городом Кассель (всего около половины ландфграства).
2. Людвигу был дан Верхний Гессен (Гессен-Марбург) с городом Марбург и крепостью Гисен (1/4 Гессена).
3. Филипп получал Нижнее графство Катценельнбоген на западе Гессена (Гессен-Райнфельс) с замком Райнфельс и Катценельнбоген (1/8).
4. Георгу было дано Верхнее графство Катценельнбоген на юге Гессена (Гессен-Дармштадт) с городом Дармштадт (менее 1/8).

Когда в 1583 году линия Рейнфельсов вымерла, Гессен-Райнфельс был разделен между тремя оставшимися братьями Филиппа II.

### Борьба за Гессен-Марбург

#### Спор (с 1604 г.)
В 1604 году ландграф Людвиг IV Гессен-Марбург умер в своем замке в Марбурге, не оставив потомства. По завещанию Гессен-Марбург делился поровну между сыновьями его покойных братьев Вильгельма и Георга при условии, что весь Гессен-Марбург продолжит исповедовать лютеранство.
Первоначально спор возник из-за того, как делить завещанную территорию: поровну между двумя династиями или с учётом числа наследников. В последнем случае Гессен-Дармштадт был бы в выигрыше, ибо у Георга было трое сыновей (Людвиг, Филипп и Фридрих ), а у Вильгельма — один Мориц. После иска об аннулировании со стороны Гессен-Дармштадта вопрос был решен в пользу Гессен-Касселя Надворным советом, и Гессен-Марбург был разделен пополам.
В 1605 году спор о наследстве Марбурга снова разгорелся после того, как ландграф Мориц Гессен-Кассельский обратился в кальвинизм и принял ряд благоприятствующих этому верованию законов После этого многие лютеранские священники переехали в Гессен-Дармштадт, а лютеранские богословы Марбургского университета перешли в академическую гимназию в Гисене, которая в 1607 г. получила статус университета. Поскольку Мориц положил конец лютеранскому единству Гессен-Марбурга, он нарушил волю своего дяди, тем самым лишив Гессен-Дармштадт права на свою часть унаследованной земли. В то время Дармштадт не был достаточно силен ни в политическом, ни в военном отношении, чтобы иметь возможность отстаивать свои права на весь Гессен-Марбург.

#### Усиление Гессен-Дармштадта иHauptakkord(1618—1627)
Во время Тридцатилетней войны Людовик V Гессен-Дармштадтский поначалу оставался нейтральным, но, несмотря на то, что его лютеранское исповедание ландгарфства, он все чаще вставал на сторону католического императора Фердинанда II, в то время как кальвинистский Гессен -Кассель воевал на стороне Евангелической унии. После того, как протестантский герцог Брауншвейг-Вольфенбюттеля Христиан вторгся в Верхний Гессен в 1621 г., Людовик V открыто вступил в союз с императором в надежде получить военную поддержку.
В 1621 году имперский фельдмаршал Амброзио Спинола занял Веттерау. В ответ командующий протестантской армией Петер Эрнст фон Мансфельд контратаковал верхний графство Дармштадт по приказу курфюрста Фридриха Пфальцского. При этом ему удалось взять в плен Людвига V и его сына Иоганна, в обмен на освобождение которых получил крепость Рюссельсхайм.
Однако во время своего ухода из Рассельсхайма Мансфельд потерпел поражение 10 июня 1622 года в битве на Лорх-Хит от имперского генерала Иоганна Тилли. Несколькими неделями ранее, 27 апреля 1622 года, в битве при Мингольсхайме Мансфельд одержал победу над Тилли, но не получил от своей победы большого преимущества. Тем временем Тилли пополнил армию после своей победы в битве при Вимпфене 6 мая 1622 г. В борьбе за Гессен 20 июня 1622 г. Тилли победил Мансфельда и герцога Христиана в битве при Хёхсте. Тилли снова выступил против Гессен-Касселя и занял весь Нижний Гессен вплоть до города Кассель и привел в исполнение решение Надворного совета от 11 апреля 1623 г., по которому Гессен-Марбурга (включая все налоговые поступления от него задним числом) должны были перейти к Дармштадтской линии. Тилли также занимала несколько амтов в Нижнем Гессене в качестве гарантийной меры.
Из-за военных поражений и правления ландграфа Морица Нижний Гессен поднял восстание и вынудил его отречься от престола в 1627 г. с разделом владений. Ослабленный таким образом сын и наследник Мориса, Вильгельм V был вынужден принять решение Надворного совета в 1623 г. и уступить спорные территории. 24 сентября 1627 г. было достигнуто мировое соглашение (нем. Hauptakkord), по которому Верхний Гессен, Нижнее графство Катценельнбоген и гессенский эксклав в Тюрингии баронство Шмалькальден перешли к Гессен-Дармштадту. Кроме того, Гессен-Кассель и Гессен-Дармштадт получили одинаковый и статус в Священной Римской империи. Взамен Гессен-Кассель получил обратно территории в Нижнем Гессене, которые удерживались в качестве залога.
После издания имперского Реституционного эдикта 1629 года Гессен-Кассель также получил Имперское аббатство Герсфельд, которое находилось под властью Нижнего Гессена с 1604 г..

#### Усиление Гессена-Касселя (1630—1634)
После того, как мировое соглашение предотвратило разгром Гессен-Касселя, в 1627 г. Вильгельм V начал тайком отказываться от его условий, планируя создать новую наемную армию. Поворотным момент для ландграфства наступил в октябре 1630 года, когда Вильгельм V стал первым немецким протестантским князем, вступившим в союз с королем Швеции Густавом II Адольфом (правнуком Филиппа Гессенского). После того, как после битвы при Вербене союз был официально закреплен 22 августа 1631 г., Гессен-Кассель поставил свою армию на службу шведскому королю. Взамен Густав Адольф предложил Касселю возможность расширить свою территорию за счет завоеваний.
При политической и военной поддержке протестантского союза под предводительством шведского короля и благодаря умелому руководству Вильгельма V, который сам отправился на войну генералом, в последующий период войска Нижней Гессена достигли значительных военных успехов. Для начала им удалось изгнать имперцев из Гессен-Касселя. 24 августа 1631 г. было завоевано аббатство Герсфельд, а 9 сентября 1631 г. — город Фрицлар, принадлежавший курфюршеству Майнц. Имперские войска были ещё больше ослаблены поражением в битве при Брайтенфельде и попали под давление. Проводя диверсионные атаки на позиции Майнца в Таунусе, Гессен-Кассель поддержал наступление шведов на Эрфурт, Вюрцбург и Ханау.
Однако надежды Нижнего Гессена вернуть утраченные территории в Верхнем Гессене в награду за поддержку Швеции не оправдались. После того, как ГГеорг II Гессен-Дармштадтский завершил переговоры со шведским королем, ему удалось добиться признания нейтралитета Гессен-Дармштадта по Хёхстскому договору 29 ноября 1631 г. в обмен на отказ от крепости Рюссельсхайм, так что Дармштадт смогла сохранить свои территории в Верхнем Гессене. Вместо этого 28 февраля 1632 года Густав Адольф предоставил Гессен-Касселю несколько других областей за пределами Гессена, которые войска Нижней Гессе завоевали ранее по указанию Швеции (включая аббатство Фульда, епископство Падерборн и аббатство Корви) или намеревались захватить (Мюнстерское епископство, позже замененное шведским канцлером Акселем Оксеншерном на части герцогства Вестфалия и Фест-Рекклингхаузен католического Кёльнского курфюршества).

#### Вмешательство Священной Римской империи
После битвы при Лютцене в ноябре 1632 г., в которой шведско-протестантский союз понёс большие потери, а король Густав Адольф был убит, военная удача перешла на сторону католиков. После поражения в битве при Нёрдлингене в сентябре 1634 года Евангелическая лига распалась. Кальвинистский Гессен-Кассель не мог выполнить заключённый императором и протестантскими князьями Пражский мирный договор 1635 г. в результате чрезмерных требований Дармштадта, настаивавшего на аннексии всего Гессен-Касселя. Позже ландграфство снова сражалось на стороне Швеции и Франции из-за бескомпромиссной политики императорского двора. Сам Гессен-Дармштадт также отказался от нейтралитета и сражался за империю. Обе стороны добились успехов: Дармштадт захватил графство Изенбург-Бюдинген и курпфальцский амт Кауб. 13 июня 1636 г. Кассель завершил девятимесячную блокаду крепости Ханау победой над командующим имперской армией Гийомом де Ламбоем. В ответ на победу в Ханау и его союз с Францией Вильгельм V Гессен-Кассельский получил имперскую опалу 19 августа 1636 года Регенсбургским княжеством-епископством. Его противник из Дармштадта был назначен администратором всего Гессена.
В феврале 1637 г., в Гессен прошёл ландтаг для примирения двух ландграфов. Но этот арбитражный парламент не имел успеха, потому что параллельно император Фердинанд III отправил несколько полков хорватских войск в Нижний Гессен, чтобы обеспечить соблюдение опалы. Во время своей кампании хорваты опустошили большую часть региона, а также угрожали взять Кассель. В этой ситуации Вильгельм V бежал со своей семьей и большей частью своей армии в Восточную Фрисландию, где ему после посредничества Генеральных штатов предоставил убежище граф Ульрих II из Восточной Фризии. Там, в лагере в Лере, ландгарф умер от болезни 21 сентября 1637 г.

#### Возрождение Гессен-Касселя (с 1637 г.)
Поскольку сыну покойного Вильгельму VI тогда было восемь лет, в завещании тот назначил свою жену Амалию Елизавету опекуном и регентом Гессен-Касселя. Она сумела укрепить позиции Гессен-Касселя, заключив перемирие с императором, создав новую армию и в 1639 г. в Дорстене заключив союз с Францией и Швецией.
В 1639 г. её войско начала боевые действия против Кёльнского курфюршества с целью защитить завоеванные у него территории (обещанные Швецией в обмен на отказ от Верхнего Гессена), особенно в районе Вест-Реклингхаузен, а также планируя захватить другие владения. В 1641 г. Гессен-Кассель потерял удерживаемый с 1633 г. город Дорстен в Вест-Реклингхаузене после продолжавшейся несколько недель осады. Это была самая важная позиция Гессена на правом берегу Нижнего Рейна, но после отхода имперцев для участия в боях на других территориях (особенно в Вольфенбюттеле), Гессен-Кассель продолжил кампанию на левом берегу Рейна. В битве при Кемпене Гессен-Кассель при поддержке французско-веймарских войск нанес имперским войскам тяжелое поражение, по итогам которого захватил большие территории на севере курфюршества, включая герцогство Берг и часть нейтрального герцогства Юлих.

### Окончание войны (1645—1648)

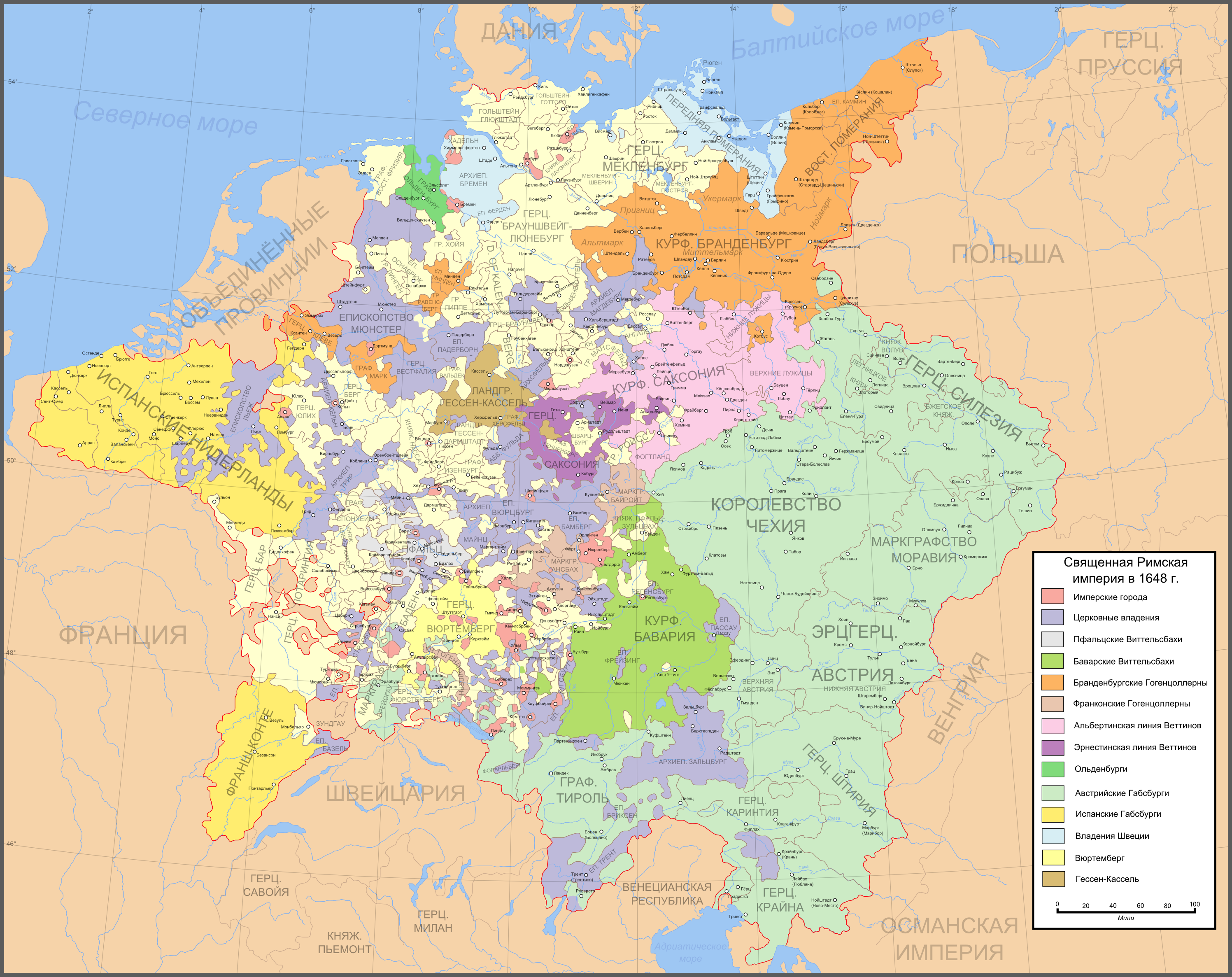
Священная Римская империя по итогам Вестфальского мира

Вдохновленная военными и дипломатическими успехами в Рейнской области и Вестфалии, Амалия возобновила борьбу за Марбургское наследство. В конце 1645 г. войска во главе с Иоганном фон Гейзо после непродолжительной осады Марбурга и Буцбаха захватили большую часть Верхнего Гессена к началу 1646 г.
В 1647 г. имперской армии под командованием генерала Петера Меландера, который был на службе в Касселе до 1640 г., удалось вернуть город Марбург, но не его замок. Но вскоре после этого французские войска под командованием маршала Анри Тюренна атаковали город Дармштадт и Верхнее графство. К концу 1647 года войска Касселя вновь заняли большую часть Нижнего и Верхнего Гессена и Нижнего графства Катценельнбоген. В начале 1648 г. войска Меландера отошли из Марбурга.
В конце концов, Гессенская война была окончательно урегулирована путем переговоров, которые проходили параллельно с Вестфальским мирным конгрессом при посредничестве герцога Эрнеста I Саксен-Готского и привели к объединению и мирному договору, подписанному в апреле 1648 г. ещё до заключения Вестфальского мира.
По Договору об объединении между Касселем и Дармштадтом Дармштадту пришлось уступить значительную часть Верхнего Гессена Касселю, Марбург и другие оккупированные территории, включая Нижний графство Катценельнбоген и баронство Шмалькальден.